# Lladorre
Lladorre és un poble i municipi de la comarca del Pallars Sobirà, situat a la Vall de Cardós. El seu extens terme municipal ocupa tota la part septentrional de la Vall de Cardós, la capçalera de la Ribera de Cardós. És un dels pocs municipis pallaresos que no ha sofert modificacions al llarg dels segles XIX i XX, més enllà de la incorporació de Tavascan el 1847. En un primer moment, però, el cap de municipi fou Tavascan, que sempre ha estat el nucli més poblat, i no Lladorre. Així mateix, el nom del municipi era Tavascan.

## Etimologia
Segons Joan Coromines, Lladorre és un dels molts topònims pirinencs d'origen bascoide. Està format per un dels dos ètims següents: lit/lut (que en els diferents dialectes del basc significa diverses variants a partir de “terra fonda” o “despreniment de terra”) i el sufix -orr, amb reforç vocàlic final, de significat imprecís, però freqüent en diversos topònims pallaresos.

## Geografia
- Llista de topònims de Lladorre (Orografia: muntanyes, serres, collades, indrets..; hidrografia: rius, fonts...; edificis: cases, masies, esglésies, etc).

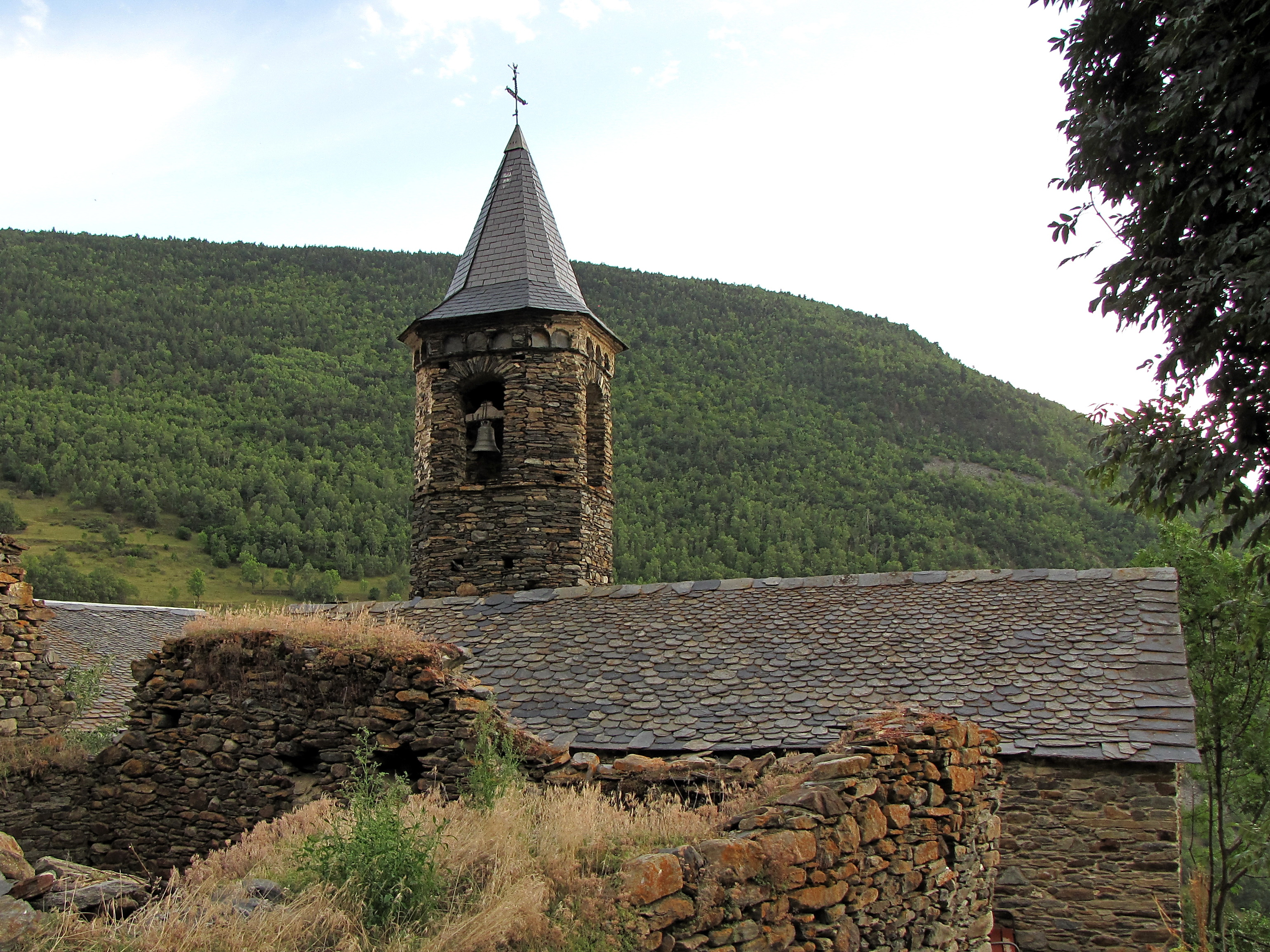
Sant Pere de Boldís Jussà

Ocupa l'extrem nord-est de la comarca, ja al límit amb Occitània. És un dels termes pallaresos que no ha sofert modificacions al llarg del segle xx.
Termes municipals limítrofs:
| Alt Àneu            | Coflens i Uston (Coserans, Occitània) |           |
| La Guingueta d'Àneu |                                       | Occitània |
| Vall de Cardós      | Esterri de Cardós                     | Alins     |

Les principals entitats geogràfiques del municipi són: Les Tuques, el Tuc de Montabòna, la Tuca de Salibarri, el Pic de Mariola, el Pic de la Lleia i el Pic del Port de Tavascan.

### Perímetre del terme
Comença aquesta descripció al Pic de Sotllo, a l'extrem nord del terme municipal d'Alins, on es troben els termes municipals d'Alins i de Lladorre, amb els termes comunals occitans d'Ausat, del parçan de Vic de Sòs i Uston, del de Coserans.

#### Límit ambAlins
Des del Pic de Sotllo, de 3.072,8 metres d'altitud, el termenal amb Lladorre segueix cap a ponent la carena més alta, fins al Pic dels Estanys (2.956); en aquest pic, la línia de terme torç cap al sud-sud-oest, en direcció al Coll de Canedo (2.712,6) i el Pic de Baborte (2.933,8). Un cop en aquest darrer pic, torna a girar cap a l'oest, sempre seguint la carena, fins a un cim de 2.764,6, on torna a trencar cap al sud-oest i tot seguit cap al sud, per tal d'anar seguint la carena del límit nord del Circ de Baborte. En direcció sud, arriba al Coll de Sellente, de 2.488 metres d'altitud, i torna a agafar la direcció sud-oest; al cap de poc arriba al cim de més al nord-oest dels Tres Pics (2.652), a la Tartera de la Llaguna. Torna a tòrcer cap a l'est, fent un arc convex cap al nord, fins a arribar a l'extrem nord del Serrat de la Llaguna, on torna a girar cap al nord, passant pel Coll de la Llaguna (2.595,4). Una mica al nord d'aquest coll, seguint encara la carena, gira cap a ponent per pujar a la Roca Cigalera (2.667,8), emprèn el Becero, serrat que segueix del tot, de llevant a ponent, fins a atènyer el Roc d'Ausinsi (2.545,3), al costat de llevant del Cap de Montarenyo. En aquest roc torna a agafar la direcció sud-sud-oest, fins a la Collada de Boldís (2.455,3); al cap de poc gira més cap al sud-oest, puja al Montarenyo de Boldís (2.592,9), i continua en la mateixa direcció fins als Plans de Boldís.
En aquest lloc torç cap al sud-sud-oest, passa pel Coll dels Berdissos (2.452), i puja fins al Racó Roi (2.477,1). Torç cap al sud, i poc després cap al sud-sud-est, i assoleix el cim de les Escales de Pallars (2.368,1). Sempre cap al sud, i sempre seguint la carena més alta, com ha estat fent des del començament, el termenal passa pel Coll de la Pleta dels Ceps (2.242,8), i arriba a l'extrem nord-est de la Serra de Tudela (2.319,3); la segueix tota cap al sud-oest, passa pel cim de Tudela (2.327,8), i, en el vessant sud-oest d'aquest cim, a uns 150 metres, troba el triterme entre Alins, Lladorre i Esterri de Cardós.

#### Límit ambEsterri de Cardós
Des de Tudela, el termenal amb Esterri de Cardós davalla cap a ponent, molt lleugerament decantat cap al sud. Passa per la Punta de Roquetes de 1.987,3 metres d'altitud, després va cap a la Punta (1.808,3), s'inclina cap a l'oest-nord-oest, segueix la carena de Roc Bataller (1.727,8), fins que, a 900 metres d'aquest roc arriba a un nou punt tritermenal, ara entre Lladorre, Esterri de Cardós i Estaon (actualment, Vall de Cardós).

#### Límit amb l'antic terme d'Estaon(ara,Vall de Cardós)

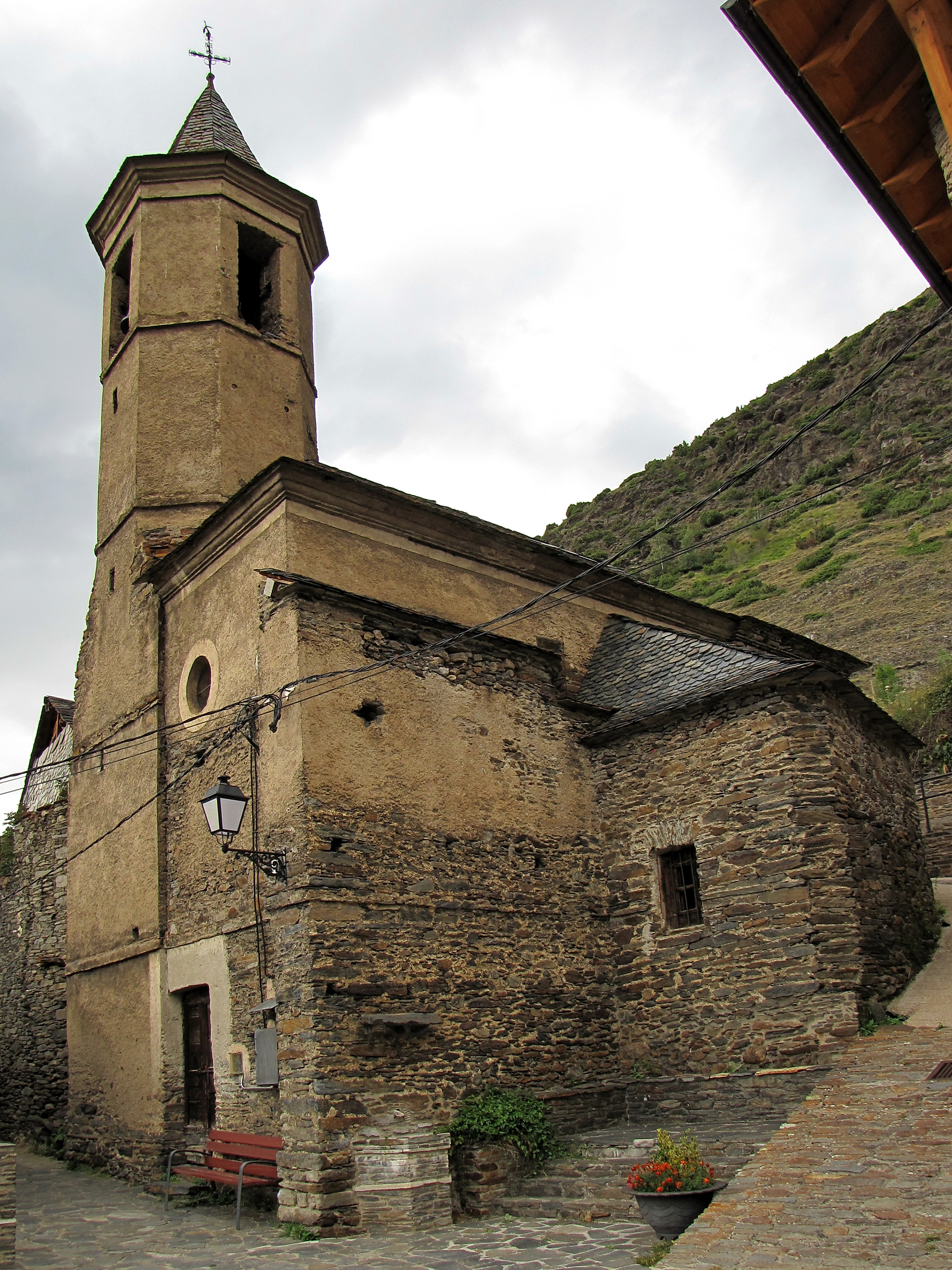
Sant Fruitós de Boldís Sobirà

El nou termenal segueix exactament en la mateix direcció i en línia recta fins que assoleix la llera de la Noguera de Cardós uns 150 metres al nord de la Mare de Déu del Pont. Aleshores, la línia de terme gira cap al nord, seguint aigües amunt el riu esmentat, fins que arriba al pont de Can Serra i del Càmping Serra; en aquell punt gira en angle recte cap a ponent, deixant el fons de la vall i enfilant-se per travessar un coster i una petita carena i anar a trobar el Barranc dels Cortals. Segueix aquest barranc cap al sud-oest fins al paratge de les Ventades, on el barranc fa un retomb sobtat; aleshores, el termenal abandona el fons de vall del barranc per tal d'enfilar-se en la carena que limita pel nord aquest barranc, i segueix coster amunt fins a la cota 1.850. En aquell lloc fa un colze cap al sud per tal d'anar a cercar la carena principal i girar cap al nord, principalment, passa pel Coll de Lleret, de 1.952,5 metres d'altitud. Tot seguit, sempre per la carena cap al nord, passa per Perafita, assoleix l'extrem meridional de la Serra Mitjana, tot seguit la Serra de Gallauba, girant cap al nord-est, i arriba a lo Caubo (2.284). En aquest cim torna a canviar de direcció, i ara cap al nord-nord-oest, va cap al Pic de Serra Plana (2.303,7). Tot seguit, segueix cap al nord-oest tota la Serra Plana, sempre per la carena més alta, fins que assoleix el cim del Pic des Tovarres (2.447,6), des d'on passa per la carena de llevant dels quatre estanys de Campirme (Estany de Soliguera, Estany de Finestres, Estany Gran de Campirme i Estanys de Campirme) fins que arriba a dos cims seguits, un de 2.448,2 metres d'altitud, i el segon, de 2.522,7. En aquest segon es troben els termes de Lladorre, Estaon (Vall de Cardós) i Unarre (la Guingueta d'Àneu).

#### Límit amb l'antic terme d'Unarre(ara,la Guingueta d'Àneu)
Des del punt anterior, el termenal marxa cap al nord-est, fent la volta des del sud fins a l'est de l'Estany de Mascarida, per dalt de la carena, baixa de la carena per anar a buscar un barranc afluent del Torrent de Mascarida, que segueix cap al nord-est i va girant cap al nord. Travessa el Torrent de Mascarida, i gira cap al nord-oest enfilant-se per una carena cap al Pic de la Coma del Forn, de 2.683 metres d'altitud. En aquell cim gira cap al nord, passa pel Coll del Forn (2.517,3), i, sempre cap al nord, s'adreça al Pic de Ventolau (2.851,5). En aquest pic, el termenal torç cap al nord-oest, per fer en un arc tota la volta pel costat de ponent del Circ de la Gallina, on hi ha l'Estany Major de la Gallina. Així, arriba al Pic Major de la Gallina (2.687,5), després al Pic de la Gallina (2.756,5), des d'on, agafant la direcció nord-oest, puja al cim del Mont-roig, de 2.846,3 metres d'altitud. En aquest lloc es troben quatre termes: els municipals, catalans, de Lladorre, la Guingueta d'Àneu (abans, Unarre), i Alt Àneu (antigament, Isil), i el comunal, occità, de Coflens, al parçan de Coserans.

#### Límit amb l'antic terme d'Alós(ara,Alt Àneu)
El contacte amb el terme d'Alós, ara Alt Àneu, és simplement un punt, al cim del Mont-roig.

#### Límit amb la comuna deCoflens(Coserans,Occitània)
Aquest termenal, entre el terme municipal de Lladorre i el comunal de Coflens, que és alhora entre la comarca del Pallars Sobirà i el parçan de Coserans, entre Catalunya i Occitània i entre els estats espanyol i francès, segueix la carena més alta dels Pirineus. Des de Mont-roig va cap al nord-est, puja a un segon pic del mateix Mont-roig, aquest de 2.864,6, i s'adreça al Pic de l'Estanyet (2.633) i al Pic de la Roia de Mollàs (2.643,6), on comença a seguir un tram bàsicament cap a l'est. Passa per la Collada de la Roia (2.482,6), pel Coll de Cerbi (2.488,6) i el Pic de Mariola (2.663,3). En aquest cim torna a girar cap al nord-est, deixant el gran Estany de Mariola al sud, i va a buscar el Port de Mariola (2.564,8) i, al cap d'un bon tros, el Pic de Montarenyo (2.616), que és el punt més septentrional del terme i de la comarca. En aquest lloc, per la part occitana, parteixen els termes comunals de Coflens i d'Uston.

#### Límit amb la comuna d'Uston(Coserans,Occitània)

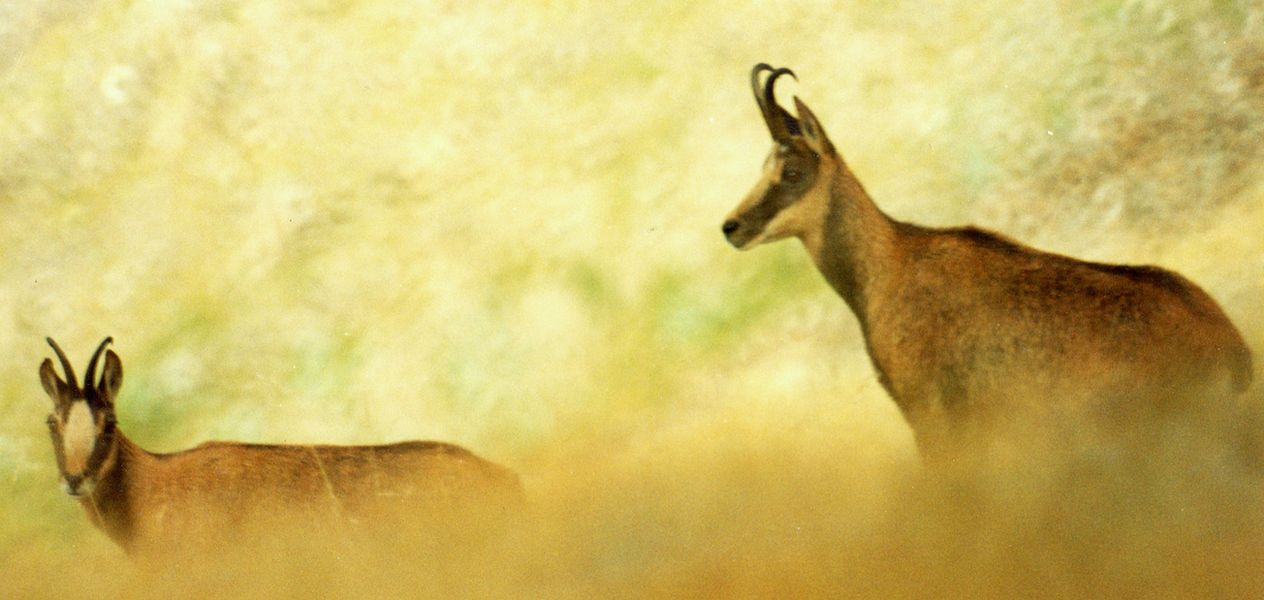
Isards als vessants del Pic de Certascan

Des del Montarenyo, el termenal comença a seguir una línia bàsicament cap al sud-est, però que va fent tots els retombs que la mateixa carena principal dels Pirineus marca. Així, va a buscar el Port de Tavascan, de 2.216,7 metres d'altitud, per on passava l'antic camí ral de França, després el Pic del Port de Tavascan (2.493,3), la Collada de la Roia (2.465,2), i, seguint aquest darrer tram la direcció sud, al Pic de Marterat (2.666,4).
En aquest lloc el termenal torna a girar cap a llevant, passa pel Port de la Lleia (2.552,3), el Pic de la Lleia (2.775,5), i la Collada de l'Estany Blanc (2.698,6). Torna a tòrcer cap al nord, arriba al Tuc de Lassauguèda (2.761,5), gira altre cop cap a l'est, fins que assoleix el Tuc de Montabòna (2.795,2); des d'aquest darrer tuc, el termenal tomba cap al sud, en direcció al Pic de Certascan, però sense acabar-hi de pujar: a la cota 2.750 del vessant septentrional del Certascan Nord gira altre cop cap a l'est-nord-est, fent la volta pel nord del Circ de Certascan, fins al Tuc de Senó (2.556,1), just al nord de l'Estany de Certascan. Sempre cap a l'est, puja al Pui del Cap de l'Estany (2.603,3), per, ara cap al nord-est, passa pel Port de Colatx (2.416,1), i arriba al Pic de Colatx (2.569,5). Ara cap a l'est, arriba al Pic del Turquilla (2.527,8). Torna a canviar de direcció: ara cap al sud-est, passa pel Port de Guiló (2.372), torna a emprendre cap a l'est per anar cap al Pic Roi (2.439), el Port d'Aulús (2.340,2), el Pic de Guiló (2.556,2), el Port dels Tres Comtes (2.471,7) i el Cap de Guiló (2.615,6), que és l'extrem nord-oriental del terme de Lladorre.
Del Cap de Guiló, la línia de terme, i frontera estatal, emprèn cap al sud, i després sud-oest, passa pel Pic dels Tres Comtes (2.659,7), les Tuques (2.569,1), el Port de Lladorre (2.466), la Tuca de Salibarri (2.540,9), el Port de l'Artiga (2.468,5) i la Punta del Port (2.603), on torna a girar cap al sud-est. Tot seguit, passa pel Pic de Salibarri (2.610,9), el Port de Salibarri (2.561,7), i el Pic de Broate (2.705,9), on canvia cap a l'est. Aleshores, va cap al Port de Broate (2.584,9) i el Pic de Montestaure (2.659), on torç cap al sud-est i poc després cap al sud i sud-oest, fent el tomb per la capçalera del circ de Broate, sempre per la carena més enlairada. Així, arriba als Guins de l'Ase (2.961,1), i, ja cap al sud, s'adreça al Coll dels Guins de l'Ase (2.863,8) i, finalment, al Pic de Sotllo, de 3.072,8 metres d'altitud, on es troben els termes municipals de Lladorre i Alins i els comunals de Coflens i Ausat, on ha començat aquesta descripció.

### Entitats de població
| Entitat de població | Habitants (2023) |
| Tavascan            | 115              |
| Lladorre            | 55               |
| Lleret              | 20               |
| Aineto              | 20               |
| Boldís Jussà        | 19               |
| Boldís Sobirà       | 16               |
| Quanca              | 7                |
| Graus               | 2                |
| Font: Idescat       |                  |

Aineto, Boldís Jussà, Boldís Sobirà, Lleret i Tavascan, que són els pobles que formen el terme municipal de Lladorre, disposen cadascun d'ells del seu article propi. També el tenen els grups de bordes que van arribar a constituir nuclis de població, almenys de temporada, del terme de Lladorre: Graus, Ison, Noarre i Quanca.
Situat a l'esquerra del Riu de Lladorre, el poble de Lladorre està compost de dos nuclis separats per un coster al bell mig del qual es troba l'església parroquial de Sant Martí. És a migdia d'un congost estret, al nord del qual es troben Aineto i Tavascan, vigilat per l'antic Castell de Lladorre, del qual es conserven restes a ponent del poble, a la dreta del riu. Al nord del congost esmentat hi ha la Coma de Borito, amb el Molí de Lladorre i el Pont de Borito, medieval. Al sud, a més de mig quilòmetre del poble, hi ha la important masia de Can Serra, amb l'església romànica de Santa Eulàlia. En l'actualitat, en aquesta antiga masia hi ha el Càmping Serra. També existia l'església de Sant Miquel.
Les cases del poble
| - Casa Aiguanot - Casa Angolet - Casa Badia - Casa Barrau - Casa Batlle Vell - Casa Bord - Casa Cabasset - Casa Cabullera - Casa Canal | - Casa Casaler - Casa Cisco - Casa Ermengol - Casa Ferrer - Casa Girons - Casa Gironset - Casa Guelis - Casa Janxic | - Casa Jep - Casa Joan - Casa Lino - Casa Mariano - Casa Martí - Casa Micàs - Casa Millat - Casa Moliner | - Casa Nasi - Casa Pau - Casa Pep - Casa Paratge - Casa Pilara - Casa Recoder - La Rectoria - Casa Ricard | - Casa Rita - Casa Sala - Casa Sant - Casa Serra - Casa Teresa - Casa Tresorer - Casa la Vídua - Casa Xirinet |

## Història

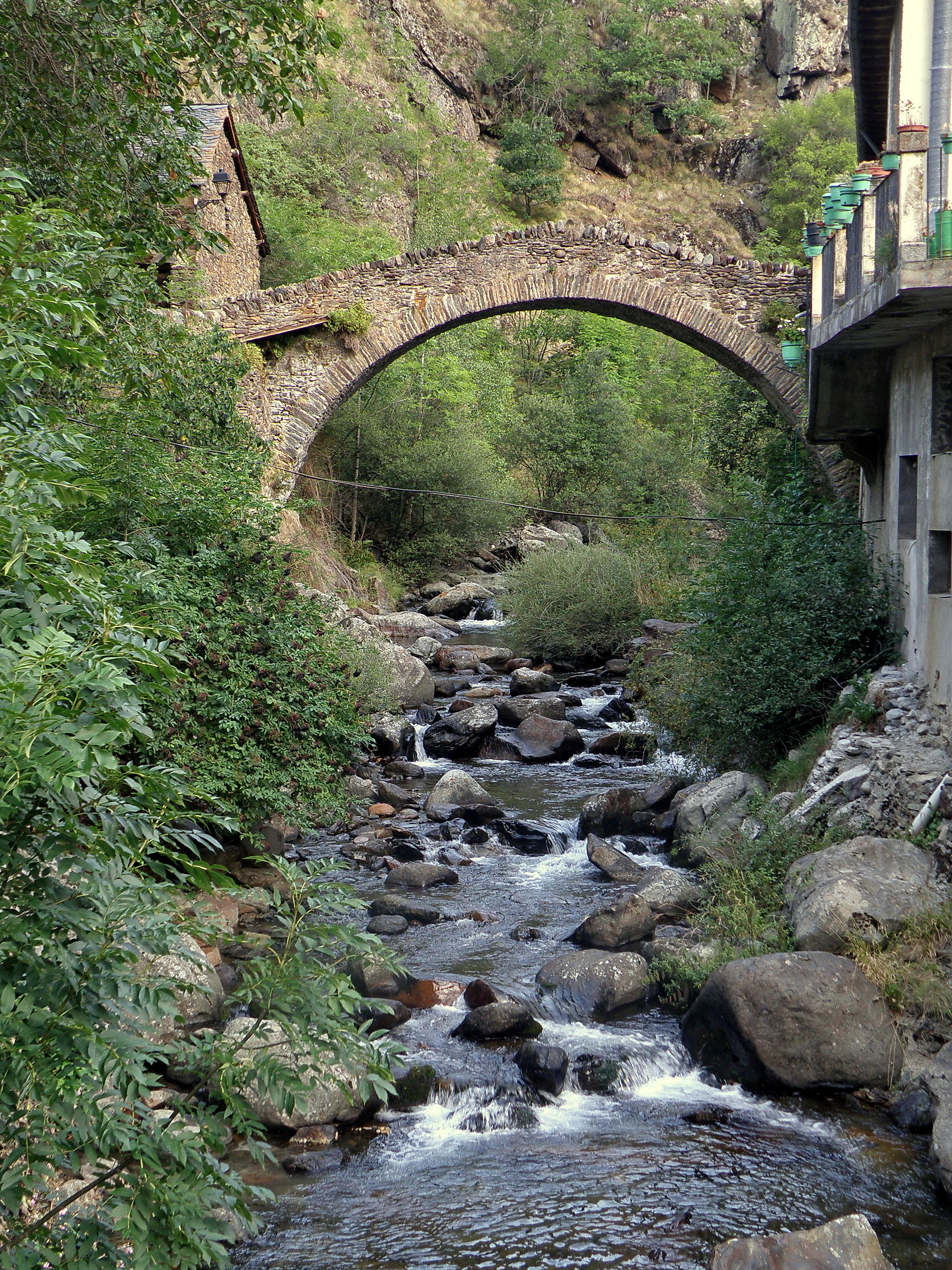
Pont Vell de Tavascan

### Edat moderna
En el fogatge del 1553, Ladorre declara 1 foc eclesiàstic i 9 de laics, uns 50 habitants. Els altres pobles del terme declaren independentment de Lladorre.

### Edat contemporània
Pascual Madoz dedica un article del seu Diccionario geográfico... a Lladorre. Hi diu que és una localitat amb ajuntament situada damunt d'una penya, envoltada de muntanyes. El clima hi és fred, propens als refredats i reumes. Tenia en aquell moment 30 cases i l'església parroquial de Sant Martí, servida per un rector de nomenament ordinari; té també una ermita dedicada a Santa Anna. El territori és pedregós i muntanyós, i el creua el camí que mena al port de França. S'hi produïa sègol, herbes per a pastures i fruites. S'hi criava vacum, ovelles i cabres. Hi havia caça de perdius i pesca de truites i poques anguiles. Comptava amb 38 veïns (caps de casa) i 227 ànimes (habitants).
En el cens del 1857 Tabescan apareix amb 780 habitants i 153 cèdules personals inscrites, repartides de la manera següent: Boldís, 154 habitants i 30 cèdules; Lladorre, 188 i 42; Lleret, 96 i 16, i Tabescan, 342 i 65.

#### Política

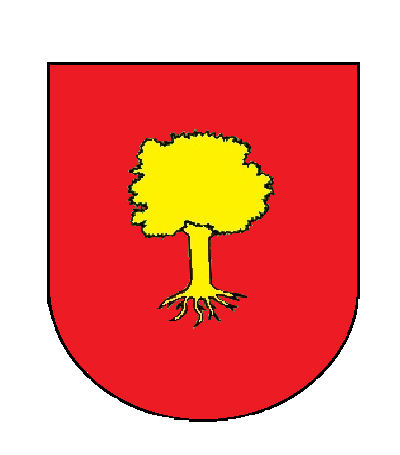
Escut antic de Lladorre

##### Alcaldes
- Miquel Ros (1898 - 1899)

Des de les primeres eleccions democràtiques, l'Ajuntament de Lladorre ha tingut els alcaldes següents:
- Lluís Colomé i Llau (1979 - 2011)
- Salvador Tomàs i Bosch (2011 - actualitat)

##### Regidors
Des del 1979, Lladorre ha tingut els regidors següents: Joan Francesc Abrié Roca, Maria Ancil Cuscó, Ferran Blasi Angrill, Manuel Colomé Gironi, Lluís Colomé Llau, Josep Colomé Marquès, Josep Gaspa Ticó, Xavier Gironi Gomà, Francesc Lladós Malé, Josep Ticó Català, Ignasi Ticó Colomé, Josep Maria Ticó Colomé, Salvador Tomàs Bosch, Salvador Tomàs Feliu, Marc Tomàs Gironi i Fermín Trujillo Rodríguez, Roger Colomé Ramos, Olga Oma Jiménez, Emma Rafel Babot, Miquel Arilla Osuna.

##### Eleccions municipals del 2023
- Salvador Tomàs Bosch (IP-AM), Alcalde
- Araceli Colomé Abrié (IP-AM), 1ª Tinenta d'Alcalde, de Turisme, Acció Climàtica i coordinació Fons Next Generation
- Roger Colomé Ramos (IP-AM), Regidor de Sanitat i Serveis Socials
- Juan Francisco Abrié Roca (IP-AM), Regidor de Participació ciutadana i relacions amb associacions del municipi
- Olga Oma Jiménez (IP-AM), Regidora de Noves Tecnologies, xarxes socials i esports.
- Emma Rafel Babot (IP-AM) Regidora d'Educació i Cultura.
- Miquel Arilla Osuna (IP-AM) Regidor de Medi Natural i Ramaderia.

## Demografia
| 1497 f | 1515 f | 1553 f | 1717 | 1787 | 1857 | 1877 | 1887 | 1900 | 1910 |
| ------ | ------ | ------ | ---- | ---- | ---- | ---- | ---- | ---- | ---- |
| 19     | -      | 29     | 219  | 454  | 780  | 657  | 563  | 592  | 467  |

| 1920 | 1930 | 1940 | 1950 | 1960 | 1970 | 1981 | 1990 | 1992 | 1994 |
| ---- | ---- | ---- | ---- | ---- | ---- | ---- | ---- | ---- | ---- |
| 534  | 606  | 412  | 397  | 445  | 239  | 183  | 227  | 218  | 218  |

| 1996 | 1998 | 2000 | 2002 | 2004 | 2006 | 2008 | 2010 | 2012 | 2014 |
| ---- | ---- | ---- | ---- | ---- | ---- | ---- | ---- | ---- | ---- |
| 212  | 207  | 234  | 224  | 212  | 211  | 230  | 232  | 239  | 232  |

| 2016 | 2018 | 2020 | 2022 | 2024 | 2026 | 2028 | 2030 | 2032 | 2034 |
| ---- | ---- | ---- | ---- | ---- | ---- | ---- | ---- | ---- | ---- |
| 226  | 227  | 237  | 254  | 254  | -    | -    | -    | -    | -    |

## Llocs d'interès
1.- Església de Sant Martí
Arquitectura religiosa. Segle XVI - XVIII
Des del segle XI-XII es coneix l'existència d'una església a Lladorre amb l'advocació de Sant Martí. L'actual temple, però, devia tenir importants obres de restauració entre el segle xvi i XVIII, si fem cas de les mil·lèsimes que trobem a la façana: una de 1587 entre l'espitllera i l'angle dret i una altra de 1769, situada sobre la porta, juntament amb el nom del rector d'aleshores “R. Fernando Jordana”.
L'últim rector propi va ser Carles Abella Vidal, fill d'Isona, nascut el 1885. Va marxar del poble el 1979 i va morir el 1983.
El temple és d'una sola nau dividida en tres trams, amb capelles laterals i capçalera rectangular a nord. A la façana del sud s'obre la porta d'arc al temple, de mig punt adovellat, i per damunt d'aquest un òcul. Als extrems hi ha estretes espitlleres. A l'esquerra de la façana s'alça un campanar quadrat a la part de baix i amb un segon cos octogonal i una coberta piramidal, amb una petita llucana coronada amb una creu de ferro. A redós de la façana oest es troba el cementiri amb una creu de ferro sobre una pilar de pedres. En ell es trobava la desapareguda capella de Santa Cecília.
L'interior de l'església va ser cremat durant la Guerra Civil espanyola. Presideix la capçalera, pintada amb una orla, una gran imatge de Sant Martí, patró del poble, acompanyat de les imatges de la Concepció, Sant Antoni de Pàdua i Sant Sebastià. Al presbiteri es troba una creu i una artística llanterna processional de llauna. A cada lateral es troben dues capelles, cobertes amb trams de galeries obertes a la nau. A la primera capella del lateral esquerra hi ha les imatges de la Mare de Déu, Sant Isidre i Sant Josep i en la segona una imatge de Sant Joan. Al lateral dret, a la primera capella, un Sant Crist de grans dimensions i la mare de Déu dels Dolors, i a la segona capella, una imatge de Santa Cecília, procedent  de la desapareguda capella situada a l'espai del cementiri.
Complementen la decoració dins la nau dues piques beneiteres de pedra situades a  ambdós costats de la porta, sota el cor;  una pica de batejar que es troba sota el campanar i  un artístic llum de brandonera suspès al mig de la nau amb tires i boles de vidre.

2.- Llobatera de Lladorre
Arquitectura popular. Segle XIX
A la zona erma de Cabanelles s'alça una construcció realitzada amb pedra seca de planta més o menys circular, d'entre 9,30 m i 12 m de diàmetre, adossada a una penya rocosa . La construcció presenta unes parets de dos metres d'alçada lleugerament inclinades vers l'interior. Un fet característic és que no hi ha porta.
Ens trobem davant una llobatera, un parany per caçar llops. Fins a finals del segle xix els homes i els llops compartien un mateix espai, però els atacs contra els ramats i la por van promoure una campanya per perseguir-los i caçar-los.
A l'interior d'aquest mur circular de pedres o dit també corral hi ha les restes del que podria haver estat el piló, una petita elevació artificial de pedra. De nit, al piló s'hi estacava un animal viu (ovella, corder, cabra o altres...) que feia de reclam.
El llop sentia els bels i s'acostava per la penya. Al llop li semblava que el pobre esquer estava al seu nivell i ben a prop seu, aleshores saltava dins des de la penya i, una vegada a dins, el primer que feia el llop, abans de caçar l'animal, era buscar la sortida, però amb el mur desplomat li impedia escapar-se. L'endemà al matí els homes del poble l'anaven a buscar i trobaven el llop totalment esgotat incapaç de defensar-se, mentres que l'esquer encara era viu.
De llobateres, n'hi havia a tot arreu, de tipologies i mides diferents. La de Lladorre és del tipus de corral, i aquestes acostumaven a trobar-se a prop dels pobles o de les bordes. El municipi de Lladorre conserva les dues úniques llobateres de Catalunya: aquesta de Lladorre i una altra situada a les bordes de Guidal.

3.- Mola de Lladorre
Arquitectura industrial. Segle XVIII-XIX
A pocs metres al nord de Lladorre, pel camí vell, s'hi troba un edifici anomenant la Mola. Aquest edifici correspon a un antic molí fariner tradicional, edificació del segle xviii però amb una mil·lèsima del 12 de novembre de 1895 corresponent a una restauració.
L'edifici conserva les dues moles i tota la maquinària del molí fariner i de l'antiga minicentral hidroelèctrica que aprofitava la força de l'aigua i permetia obtenir llum i alimentar als pobles de Lladorre i Lleret, encara que en molt mal estat a causa del seu abandonament als anys seixanta, en que FECSA s'apodera de les concessions hidràuliques.
L'edifici aprofita l'aigua del riu Lladorre, mitjançant una captació situada a uns metres al nord de l'edifici; aquesta captació desvia l'aigua amb pressió i força per un canal (9) fins a l'edifici í cau damunt del rodet (8), fent que volti, i després s'escola pel sòl del carcavà fins a l'exterior. El rodet (8), l'arbre (7) i la mola volandera (3) són les úniques que volten, alhora, en el molí fariner.
El recorregut del gra i de la farina comença a la tremuja (1), d'on passa al canaló (2) que acondueix el gra fins a l'ull de la mola, i d'aquí cau entremig de la mola volandera (3) i de la mola sotana (4). Un cop el gra és mòl, surt pel farinal (5) i cau a la farnera (6).
Segons els antics padrins del poble, en una mola s'obtenia farina basta i en l'altra una farina més fina, i la molta seguia un ordre de preferència segons la importància del gra: primer es molia el forment (blat), seguit del sègol i de l'ordi.
A la part posterior d'aquest edifici, al costat del canal que portava l'aigua a la mola, hi havia un petit espai amb una petita mola per esmolar eines, que també aprofitava la força de l'aigua.
Davant mateix de l'edifici de la mola es troben els fonaments i uns petits trams de paret de l'antiga farga de Lladorre, documentada al segle xviii, l'única coneguda a la vall de Cardós.

4.- Pont de Borito
Arquitectura civil. Segle XII-XIII
Situat al final de l'antic camí vell, trobem el pont de pedra medieval de BORITO, que permetia travessar el riu Lladorre o la Noguera de Cardós per dirigir-se per l'altre vessant a Tavascan i Aineto. Camí que va quedar tallat i molt afectat quan es va construir la carretera asfaltada.
És un pont d'una sola arcada de mig punt, construït a base de pedra de pissarra irregular i assentat directament a la roca d'ambdues ribes, molt a prop de l'aigua. El paviment del pont és també de pedra i presenta inclinació a dos vessants. El pas està flanquejat per baranes de pedra amb l'última filada formada per pedres verticals. Les seves dimensions són 7,5 m de llarg per 2,4 m d'ample i una alçada de 5 m sobre el nivell de l'aigua. Cronològicament és un pont de tradició romànica.
Tos i ser el més petit dels quatre ponts de pedra que es troben a la Vall de Cardós, és el més ben conservat.
Per Joan Coromines, el topònim Borito (amb pronunciació popular boríto) és un nom d'aspecte preromà i probablement d'origen basc, derivat de buru, que significa “cap”, “cim”, “part superior d'un terreny”.

5.- Forn de Calç
Un forn de calç és una construcció de pedra i fang que es feia antigament, més o menys de planta circular, que deixava un espai interior lliure que era utilitzat per posar-hi pedres calcàries, de les quals s'obtenia calç mitjançant un procés de combustió.
Per construir aquest forn de calç situat al terme comunal de Lladorre, primer va ser necessari fer un forat al terra, que després va ser revestit per un mur perimetral, construït a filades amb pedra irregular lligada amb terra argilosa.
Aquest mur dibuixa una planta circular i té una amplada de 2,40 m. El diàmetre exterior de l'estructura del forn fa 5,90 m. L'espai interior d'aquesta estructura de planta circular és diàfan, amb un diàmetre de 3,50 m i l'alçada conservada és de 2,80 m. Les pedres de la part interior del mur tenen una coloració vermellosa per l'acció del foc. Al costat est hi ha una obertura de dalt a baix de 50 cm d'amplada, que constituïa la porta d'accés a l'interior del forn, per posar-hi la llenya i les pedres.
Els forns es llogaven als grups de calciners que extreien la pedra, la coïen i més tard la venien sencera o acabada en calç. Era un autèntic ofici. El procés de producció d'una fornada podia durar d'entre un mes i un mes i mig de feina.
Un cop s'iniciava la combustió del forn, aquest assolia temperatures d'entre 800 i 1000 graus. Durant el procés de cocció, que podia durar -sense interrupció- 10 o 15 dies, la fornada de pedra calcària es transformava en calç viva. La calç viva era un producte molt càustic. Per al seu ús en la construcció, la calç es matava afegint-hi aigua, durant el procés d'apagada de la calç; aquest procés comportava una gran producció de calor. Posteriorment, deixant assecar la pasta resultant de l'operació es podia obtenir calç en pols.

6.- Font de Sofre
Petita font, situada al costat del riu Lladorre, d'on brolla un petit raig d'aigua sulfurosa.

7.- Ermita de Santa Eulàlia
Capella particular romànica datada del segle xii.

8.- Castell de Lladorre
Ruïnes d'un antic castell de planta oblonga, i on destaca una torre quadrada. Probablement data de la segona meitat del s. XI.

## Festivitats
- 11 de novembre: Sant Martí

Es tracta d'un conjunt de celebracions de tardor dedicades a aquest sant amb nom de déu guerrer venerat a Catalunya des de temps immemorials com a patró de la cavalleria. La seva vida i la llegenda expliquen en part el fenomen òptic de l'Arc de Sant Martí i el de l'Estiuet de Sant Martí, l'interludi de bonança que cada any té lloc a mitjans de novembre. La devoció a Sant Martí va ser molt important a Occitània des d'on es va estendre a tota Catalunya. Sant Martí ha estat considerat el patró de l'orde de cavalleria, abans que sant Jordi i sant Jaume, i ha estat tingut per protector dels que tractaven amb cavalls, mules i altre bestiar de ferradura i de peu rodó, així com dels forjadors i manyans. Més d'una trentena de viles el tenen per patró.